# Kvocient novorozenecké úmrtnosti
Kvocient novorozenecké úmrtnosti (kvocient neonatální úmrtnosti) - (21q7) udává pravděpodobnost úmrtí mezi sedmým a osmadvacátým dnem, jinak řečeno pravděpodobnost úmrtí dvacet jedna dní po sedmém dni od narození (od prvního týdne do konce prvního měsíce od narození).

21q7 {\displaystyle ={\frac {D_{7-27}\,\!}{N^{v}-D_{0-6}}}*1000}

## Popis ukazatele
- D7-27 udává počet zemřelých dětí ve věku od druhého do čtvrtého týdne od narození
- Nv udává počet živě narozených dětí
- D0-6 udává počet zemřelých dětí do prvního týdne od narození; tato hodnota se musí odečíst od živě narozených, aby nebyly do pravděpodobnosti úmrtí započteny i ty děti, které zemřely ještě před začátkem druhého týdne (tj. před intervalem 7 - 27 dní)